# Луций Юлий Прокулиан
Луций Юлий Прокулиан (на латински: Lucius Iulius Proculianus) е политик и сенатор на Римската империя през 2 век.
През 179 г. Прокулиан e суфектконсул заедно с Маний Ацилий Фаустин.